# Indiai irodalom
Az indiai irodalom a világ legősibb irodalmai közé tartozik. Indiában 22 hivatalos nyelv létezik és hatalmas mennyiségű irodalom halmozódott fel az évek során ezeken a nyelveken. Az indiai irodalomban nagyon fontos a beszélt és írott forma is. India kultúráját nagy részben hindu irodalmi hagyományok uralják. A Védákon kívül, melyek a tudás szent írásai, más olyan művek is, mint a Rámájana és a Mahábhárata epikus költeményei, Vasztu-sásztra építészeti és várostervezési értekezései, és Arthasásztra politikai írásai mind a hindu kultúra emlékei. A hindu dráma, költészet és zene a szubkontinens egészét meghódították, melyek közül a legismertebbek Kálidásza (a híres szanszkrit Abhijñānaśākuntalam írója) és Tulszídász (Rámcsaritmánasz, az epikus hindi költemény szerzője). A tamil Szangam (angol átírásban: sangam) költészet nagyon elismert, mely az i. e. 2. századra nyúlik vissza. Iszlám irodalmi hagyományok is jelentősen rányomták bélyegüket a teljes indiai kultúrára. A középkorban az iszlám kultúra virágzott, elsősorban a perzsa és urdu költészet. A kortárs indiai irodalom legnevesebb alakja, a bengáli költő, Rabindranáth Tagore megkapta az Irodalmi Nobel-díjat. India legfontosabb irodalmi elismerése a Gjánpíth-díj már hét alkalommal került bengáli íróhoz.

## Indiai irodalom archaikus indiai nyelveken

### Véda irodalom
A Védák India legrégibb irodalmi emlékei. Sok hindu úgy hiszi, hogy a Védák öröktől fogva léteztek. A hagyomány szerint (csakúgy, mint a Biblia, vagy a Korán) isteni kinyilatkoztatás gyümölcse. Írásba foglalói a risik volnának, akik a mitológia ködébe vesző szent emberek a hindu hit szerint. A véda szó tudást vagy szent ismeretet jelent.
A Védák mai formájukban négy fő részből (gyűjteményből, szamhita) állnak. A Rigvéda-szamhita himnuszokat, a Jadzsurvéda áldozóigéket, a Számavéda ősi dallamokat, míg az Atharvavéda főként varázsigéket foglal magába. Legősibb közülük az 1028 himnuszból álló Rigvéda, amely valószínűleg az i. e. 1500-1000 közötti időszakban keletkezett.
A Védák védikus óind nyelven íródtak. A gyakran használt "védikus szankszrit" kifejezés nem helyénvaló, félrevezető lehet, hiszen a szanszkrit nyelv később, jóval a Védák születése után keletkezett.

### Szanszkrit irodalom
Vjásza, legendás alak az ókori Indiában. A mítoszok szerint évszázadokon át élt, és a hiedelem szerint összerendezte a Védák szent könyveit és megírta a Mahábhárata eposzt, valamint a purána-legendákat.

### Prákrit irodalom
A legjelentősebb prákrit nyelv a páli volt. Asvagósa számos drámáját prákrit nyelven írta.

### Páli irodalom
A páli irodalom legfőképpen indiai eredetű, ám később az anyaországon kívül volt a legjelentősebb, elsősorban Srí Lankán és Délkelet-Ázsiában.

## Indiai irodalom mai indiai nyelveken

### Asszámi irodalom
A leghíresebb asszámi nyelvű írók:
- Indira Goswami,
- Birendra Kumar Bhattacharya,
- Homen Borgohain,
- Mahim Bora,
- Arupa Patongia Kalita,
- Purobi Bormudoi,
- Arun Sharma,
- Anuradha Sharma Pujari stb.

## Indiai irodalom idegen nyelveken

### Indiai angol irodalom
- R. K. Narayan,
- Vikram Seth,
- Salman Rushdie,
- Arundhati Roy,
- Raja Rao,
- VS Naipaul,
- Amitav Ghosh,
- Rohinton Mistry,
- Vikram Chandra,
- Mukul Kesavan,
- Raj Kamal Jha,
- Vikas Swarup,
- Khushwant Singh,
- Shashi Tharoor,
- Nayantara Sehgal,
- Anita Desai,
- Kiran Desai,
- Ashok Banker,
- Shashi Deshpande,
- Jhumpa Lahiri,
- Kamala Markandaya,
- Gita Mehta,
- Manil Suri,
- Ruskin Bond
- Bharati Mukherjee.

## Díjak
- A Gjánpíth-díj India legrangosabb irodalmi díja.